# Kirchenprovinz Syrakus
Die Kirchenprovinz Syrakus ist eine der fünf Kirchenprovinzen der Kirchenregion Sizilien der römisch-katholischen Kirche in Italien.

## Geografie
Die Kirchenprovinz erstreckt sich über die sizilianischen Provinzen Syrakus und Ragusa.

## Gliederung
Folgende Bistümer gehören zur Kirchenprovinz:
- Erzbistum Syrakus
  - Bistum Noto
  - Bistum Ragusa